# Calcio Femminile Südtirol Damen Bolzano
Il Calcio Femminile Südtirol Damen Bolzano Associazione Dilettantistica, o semplicemente Südtirol Damen, è stata una società calcistica italiana con sede a Bolzano, attiva nella promozione del calcio femminile. Ha militato per due stagioni in Serie A.

## Storia
La squadra nasce a Vandoies come sezione femminile dello Sport Verein Vintl nel 2001. Conquista la terza serie di calcio femminile nel 2005 con la promozione in Serie B, dove rimane per quattro anni consecutivi. Intanto, nell'estate 2007 la sezione si stacca dal S.V. Vintl e cambia denominazione in Amateur Sport Verein Qualyline Vintl Damen, mentre nell'estate 2008 cambia denominazione in Calcio Femminile Südtirol Vintl Damen. Con il primo posto conquistato nella stagione 2008-2009 sul Frutta Più Verona, nel sofferto spareggio vinto 3-2 dopo i tempi supplementari, viene promosso in Serie A2, la seconda serie del calcio femminile.
Rimane un solo anno in Serie A2 poiché vince il campionato 2009-2010, conquistando la promozione in Serie A. Resta nella massima serie per la sola stagione 2010-2011, venendo retrocessa in Serie A2.
Nell'estate 2012 si trasferisce a Bolzano e cambia denominazione in Calcio Femminile Südtirol Damen Bolzano Associazione Dilettantistica. Rimane in seconda serie per quattro stagioni consecutive, finché nella stagione 2014-2015 conquista il primo posto nel girone B e viene promossa in Serie A.
La stagione 2015-2016 si rivela difficile, rimanendo nella parte bassa della classifica durante tutto il campionato, concluso con la dodicesima ed ultima posizione e con una retrocessione giunta alla penultima gara di campionato con la sconfitta subita contro una delle avversarie dirette, il San Bernardo Luserna.
Con la retrocessione, durante il calciomercato estivo la quasi totalità delle giocatrici in rosa nella precedente stagione lasciano la società, la maggior parte andando a creare l'ossatura dell'Unterland di Cortina sulla Strada del Vino. La squadra non riesce a trovare competitività terminando all'ultimo posto del girone C con zero punti, frutto anche di un punto di penalizzazione, con nessuna vittoria, un pareggio e 25 sconfitte, e conseguente retrocessione in Serie C regionale.
La Serie C regionale diventa l'Eccellenza femminile, e il Südtirol vince il girone Trentino Alto Adige nella stagione sportiva 2018-2019, venendo promosso nella Serie C nazionale. Qui milita nella stagione successiva; nell'estate 2020 non rinnova l'iscrizione ai campionati.

## Palmarès
- Campionato italiano di Serie A2: 1

2009-2010
- Campionato italiano di Serie B: 2

2014-2015 (secondo livello)
2008-2009 (terzo livello)

## Statistiche e record

### Partecipazione ai campionati
| Livello | Categoria | Partecipazioni | Debutto   | Ultima stagione | Totale |
| ------- | --------- | -------------- | --------- | --------------- | ------ |
| 1º      | Serie A   | 2              | 2010-2011 | 2015-2016       | 2      |
| 2º      | Serie A2  | 3              | 2009-2010 | 2012-2013       | 6      |
| 2º      | Serie B   | 3              | 2013-2014 | 2016-2017       | 6      |
| 3º      | Serie B   | 4              | 2005-2006 | 2008-2009       | 5      |
| 3º      | Serie C   | 1              | 2019-2020 | 2019-2020       | 5      |

## Organico

### Rosa 2016-2017
Rosa aggiornata al 30 ottobre 2016
| N. |                   | Ruolo | Calciatrice      |
| -- | ----------------- | ----- | ---------------- |
|    | Italia (bandiera) | D     | Martina Baldasso |
|    | Italia (bandiera) | D     | Greta Brunello   |
|    | Italia (bandiera) | C     | Samuela Casu     |
|    | Italia (bandiera) | C     | Martina Depalo   |
|    | Italia (bandiera) | D     | Chiara Franchini |
|    | Italia (bandiera) | A     | Sabrina Grillo   |
|    | Italia (bandiera) | A     | Anna Infantino   |
|    | Italia (bandiera) | P     | Isabel Joris     |
|    | Italia (bandiera) | C     | Magdalena Mair   |

| N. |                   | Ruolo | Calciatrice         |
| -- | ----------------- | ----- | ------------------- |
|    | Italia (bandiera) | D     | Sharon Malatesta    |
|    | Italia (bandiera) | C     | Alice Mantonvani    |
|    | Italia (bandiera) | C     | Giorgia Mion        |
|    | Italia (bandiera) | C     | Chiara Perini       |
|    | Italia (bandiera) | A     | Silvia Pignato      |
|    | Italia (bandiera) | D     | Desiree Righi       |
|    | Italia (bandiera) | C     | Gabriella Settecasi |
|    | Italia (bandiera) | D     | Federica Violi      |
|    | Italia (bandiera) | A     | Noemi Zimmerhofer   |